# Tankobu Yama
Tankobu Yama är en bergstopp i Antarktis. Den ligger i Östantarktis. Norge gör anspråk på området. Toppen på Tankobu Yama är 150 meter över havet.
Terrängen runt Tankobu Yama är kuperad åt sydost, men åt nordväst är den platt. Havet är nära Tankobu Yama västerut. Trakten är obefolkad. Det finns inga samhällen i närheten. 